# 쌍백면
쌍백면(雙栢面)은 대한민국 경상남도 합천군의 면이다.

## 연혁
- 1914년 : 상곡면, 유인면의 양전동 일부를 병합 상백면이 됨
- 1929년 4월 1일 : 지방행정구역 변경에 의하여 백산면의 6개리를 병합하여 ‘상백’과 ‘백산’의 두 백자를 따서 쌍백면으로 칭함
- 1969년 : 면청사 이전(쌍백면 평구리 533-2번지에서 평구리 523-1번지로 이전)
- 1990년 : 현청사 신축(철근 콘크리트 2층 543m2)

## 행정 구역
- 대곡리
- 평구리
- 안계리
- 외초리
- 운곡리
- 장전리
- 죽전리
- 삼리
- 하신리
- 백역리
- 대현리
- 평지리
- 육리

## 특산물
- 벌꿀
- 매실
- 호박
- 딸기
- 수박
- 고구마

## 교육
- 쌍백초등학교

## 볼거리
- 산성산
- 장전리 입석
- 3.1. 운동 기념비